# Бельковичи (Пуховичский район)
Бельковичи (бел. Бе́лькавічы) — деревня в Пуховичском районе Минской области Республики Беларусь. В составе Новопольского сельсовета.

## География
Расположена в 38,5 км на северо-запад от Марьиной Горки, 31,5 км от Минска, 12 км от железнодорожной станции Руденск на линии Минск — Осиповичи.

### Гидрография
Около реки Птичь (приток Припяти).

## История

### Ранняя история
На другой стороне реки Птичь расположена деревня Гребень, древняя Гребня. Здесь проходил извечный тракт из Минска в Украину, существовал паром или переправа, а позже укреплен мост. На мосту взималась пошлина согласно документу великого князя Владислава Вазы, изданному в 1633 году. В Минском повете Минского воеводства Великого Княжества Литовского.
После второго раздела Речи Посполитой 1793 года в составе Российской империи. В конце XVIII века деревня в Игуменском уезде Минской губернии Российской империи, шляхетская собственность. В 1816 году собственность Осовских. После 1861 года деревня Дудичской волости Игуменского уезда. В 1888 году открыта школа грамоты, в 1890 году училось 5 мальчиков и 2 девочки.
В 1889 году владельцами земли в застенке Бельковичи были: дворянин римо-католического вероисповедания Доминик Петрович Венглинский (22 десятины земли), дворянин римо-католического вероисповедания Флориан Максимович Войтехович (20 десятин), дворянин римо-католического вероисповедания Зендлигер Казимир Игнатьевич (22 десятины), коллежский секретарь римо-католического вероисповедания Виктор Феофилович Котович (88 десятин), православный мещанин Иосиф Иванович Мальчевский (38,5 десятин).

### Новейшее время
С конца февраля 1918 года территория оккупирована войсками Германской империи. 25 марта 1918 года согласно Третьей Уставной грамоте волость провозглашена частью Белорусской Народной Республики. В декабре 1918 года занята Красной Армией, с 1 января 1919 года в соответствии с постановлением I съезда КП(б) Беларуси она вошла в состав Советской Белоруссии, с 27 февраля 1919 года — в ЛитБел ССР. Во время польско-советской войны в августе 1919—июле 1920 годов под оккупацией Польши (Минский округ ГУУЗ).
С 31 июля 1920 года в Белорусской ССР. В начале 1930-х годов проведена коллективизация, образован колхоз.
Во Вторую мировую войну с конца июня 1941 года по 4 июля 1944 года оккупирована нацистской Германией. В окрестностях деревни действовала советская партизанская бригада «Беларусь». В июне 1943 года деревня была сожжена и погублено 6 её жителей. После войны деревня была восстановлена.

## Население

### Численность
- 2019 год — 22 жителей

### Динамика
- 1800 год — 13 дворов, 131 жителей
- 1897 год — 31 двор, 215 жителей
- 1908 год — 36 дворов, 190 жителей[7]
- 1917 год — 39 дворов, 250 жителей
- 1940 год — 34 дворов, 109 жителей
- 1960 год — 128 жителей
- 1999 год — 32 жителей (перепись населения)
- 2002 год — 12 дворов, 29 жителей
- 2009 год — 17 жителей[7] (перепись населения)
- 2012 год — 10 хозяйств, 19 жителей
- 2019 год — 22 жителей (перепись населения)

## Улицы
- Дачный переулок
- Полевая улица
- Пасечная улица
- Центральная улица

## Достопримечательность
- Курганный могильник (X—XIII вв.), в 0,2 км на северо-запад от деревни, 100 м от дороги на Новополье, около кладбища —  Историко-культурная ценность Республики Беларусь, шифр 613В000505.

## Галерея

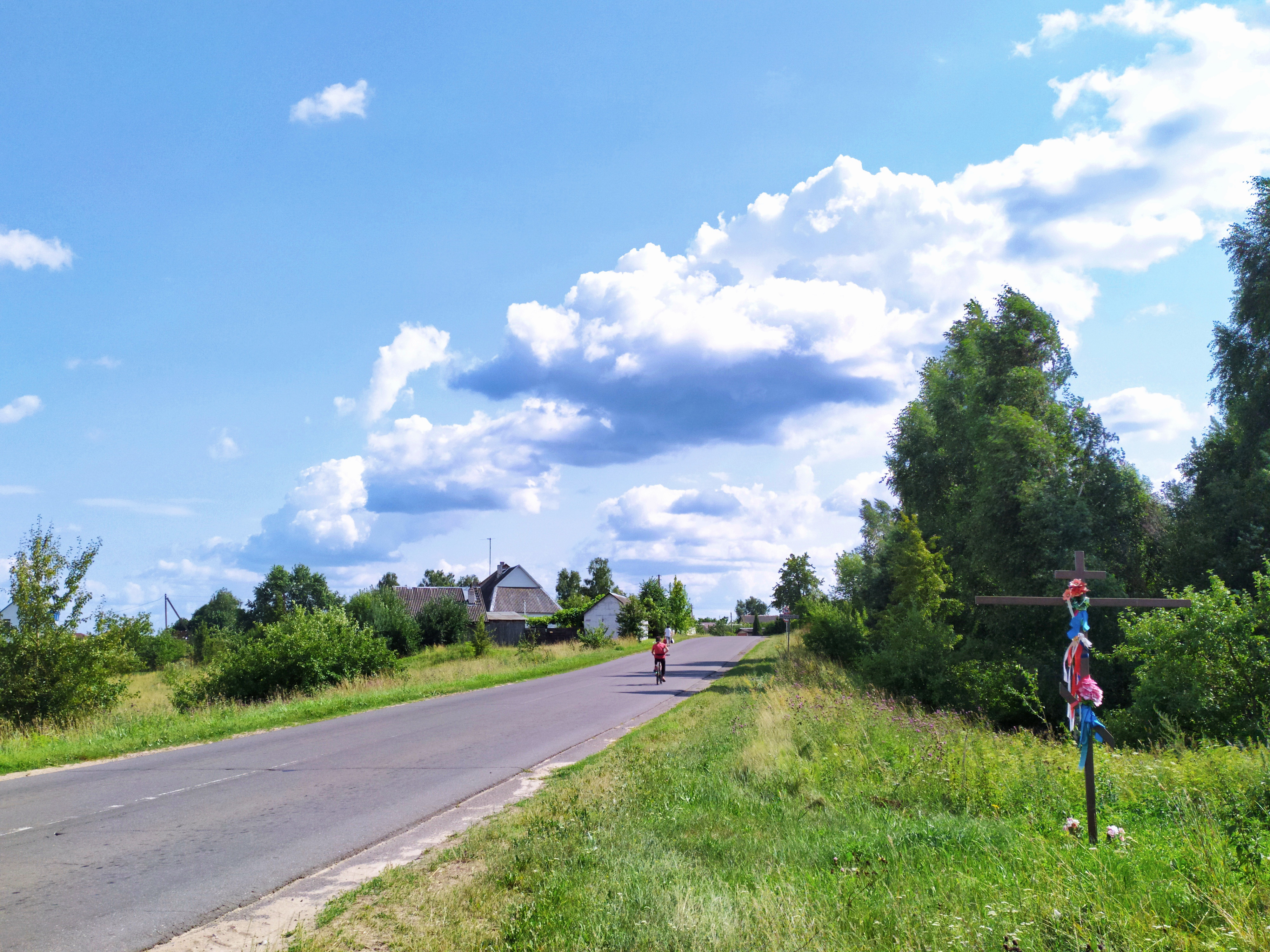
Панорама
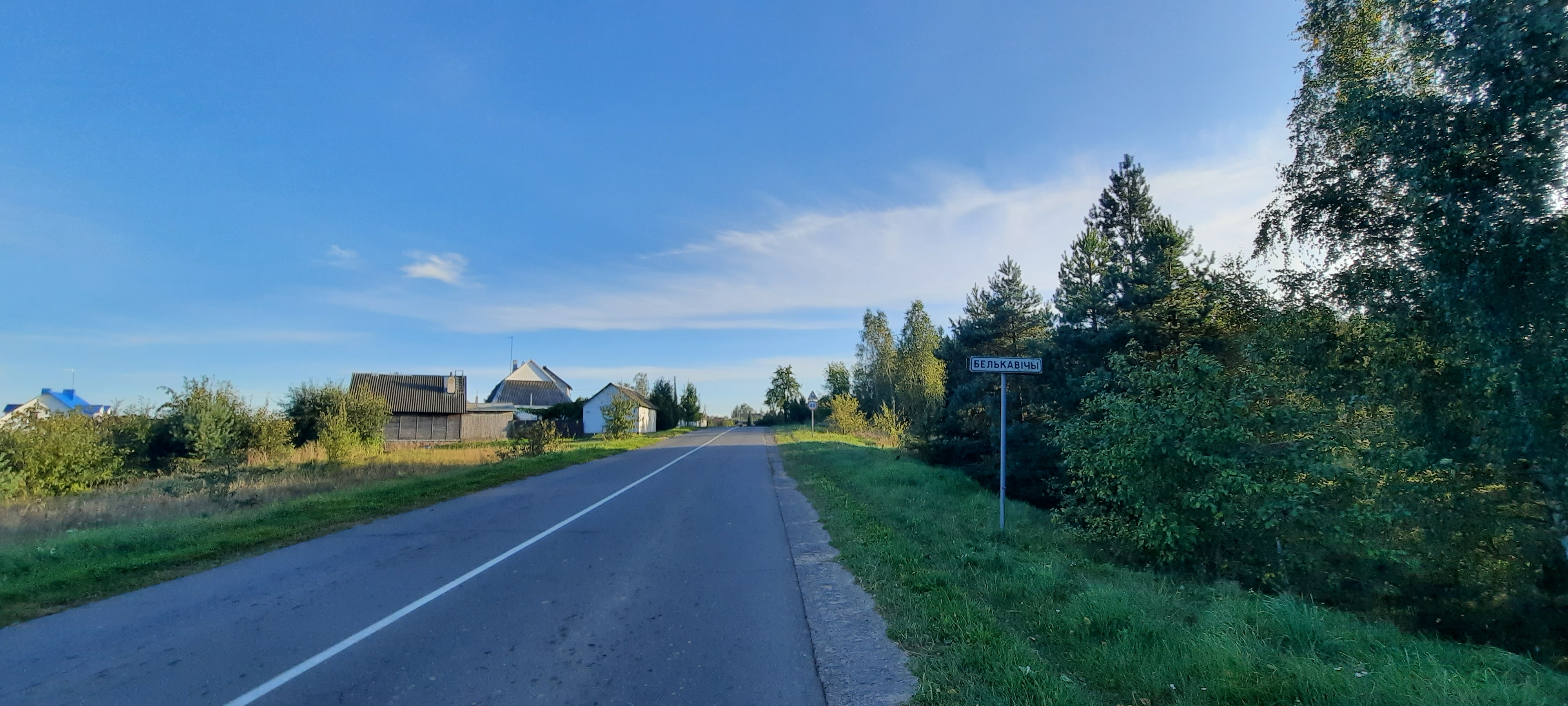
Панорама
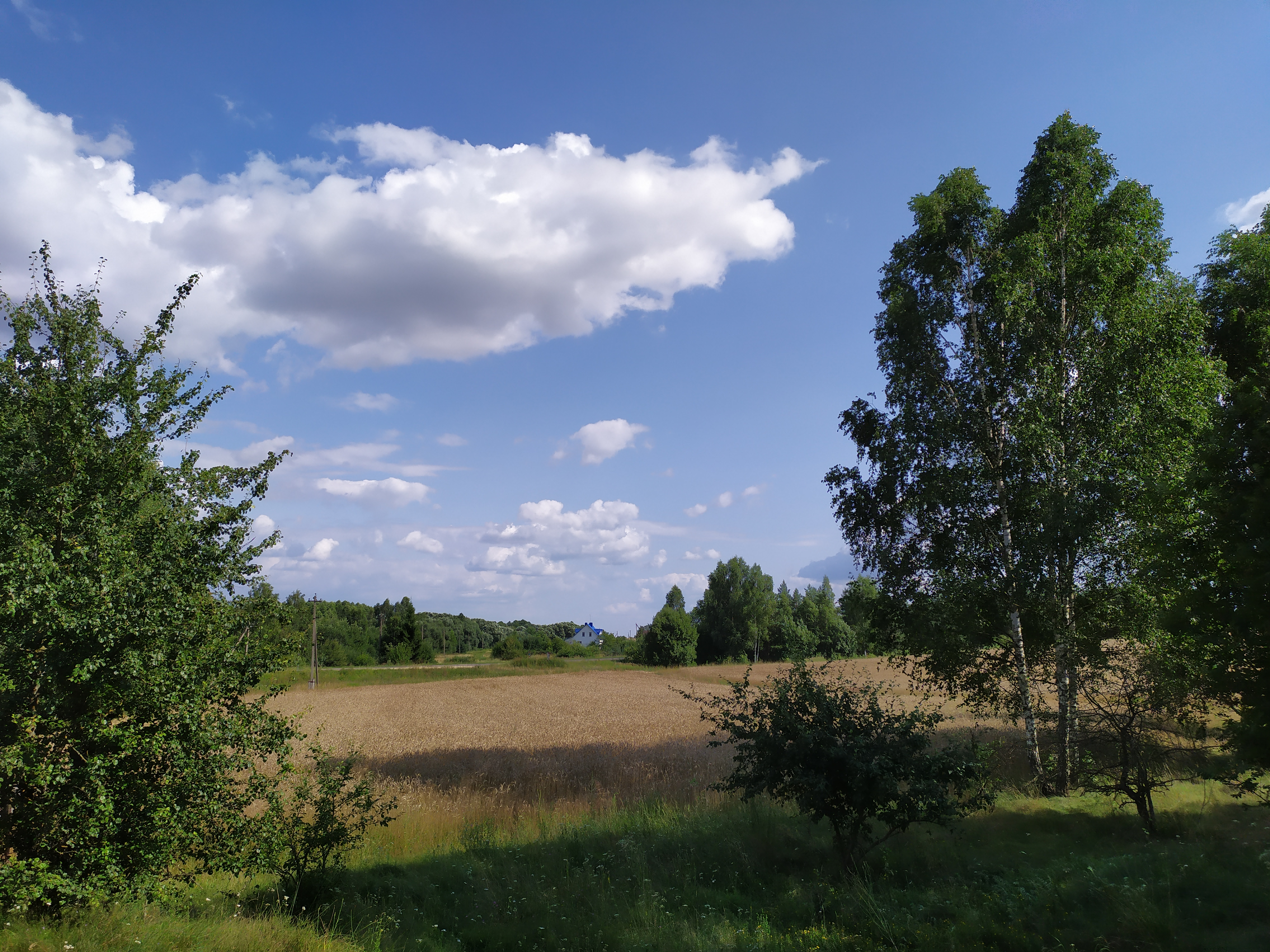
Панорама
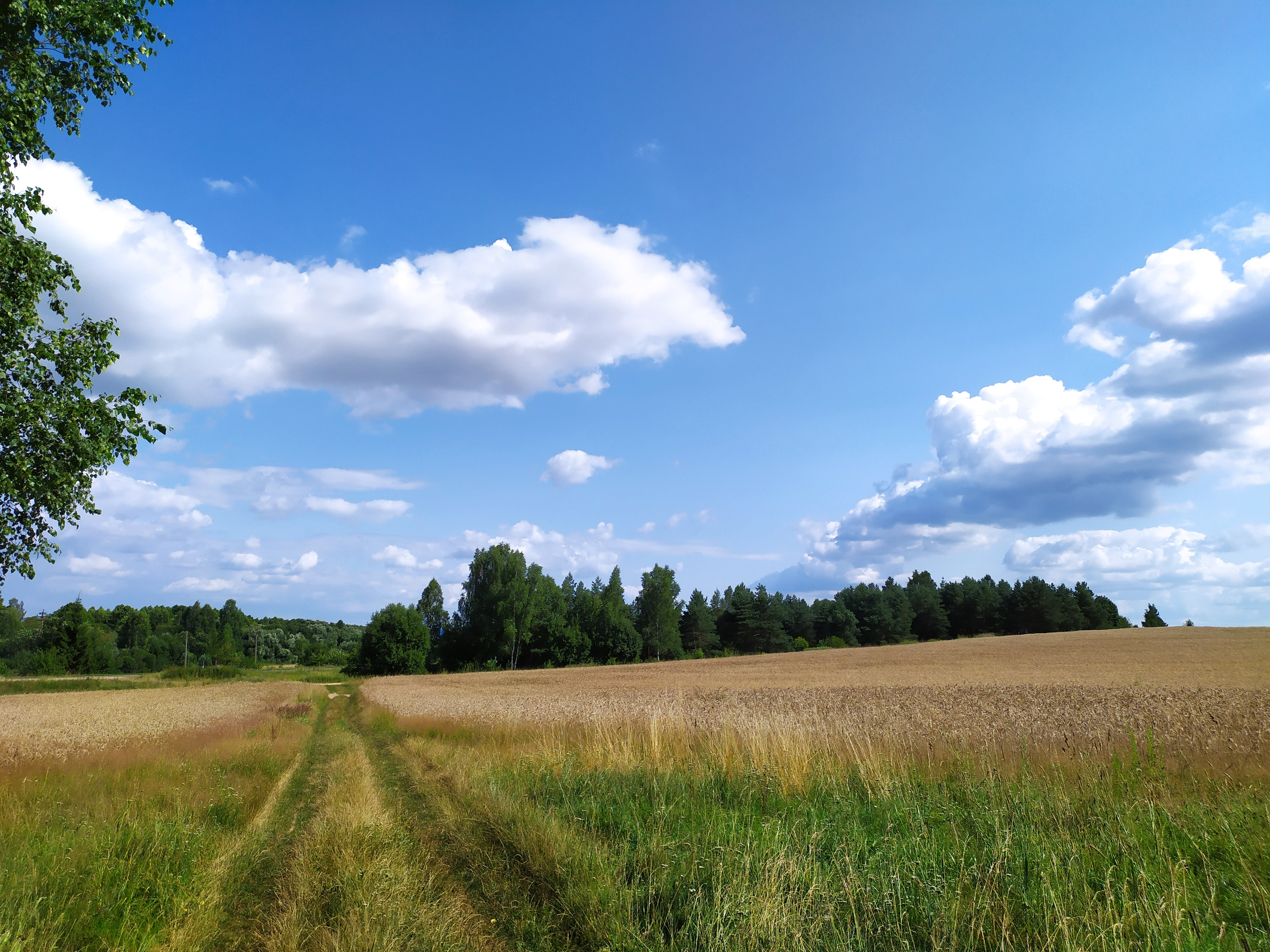
Панорама
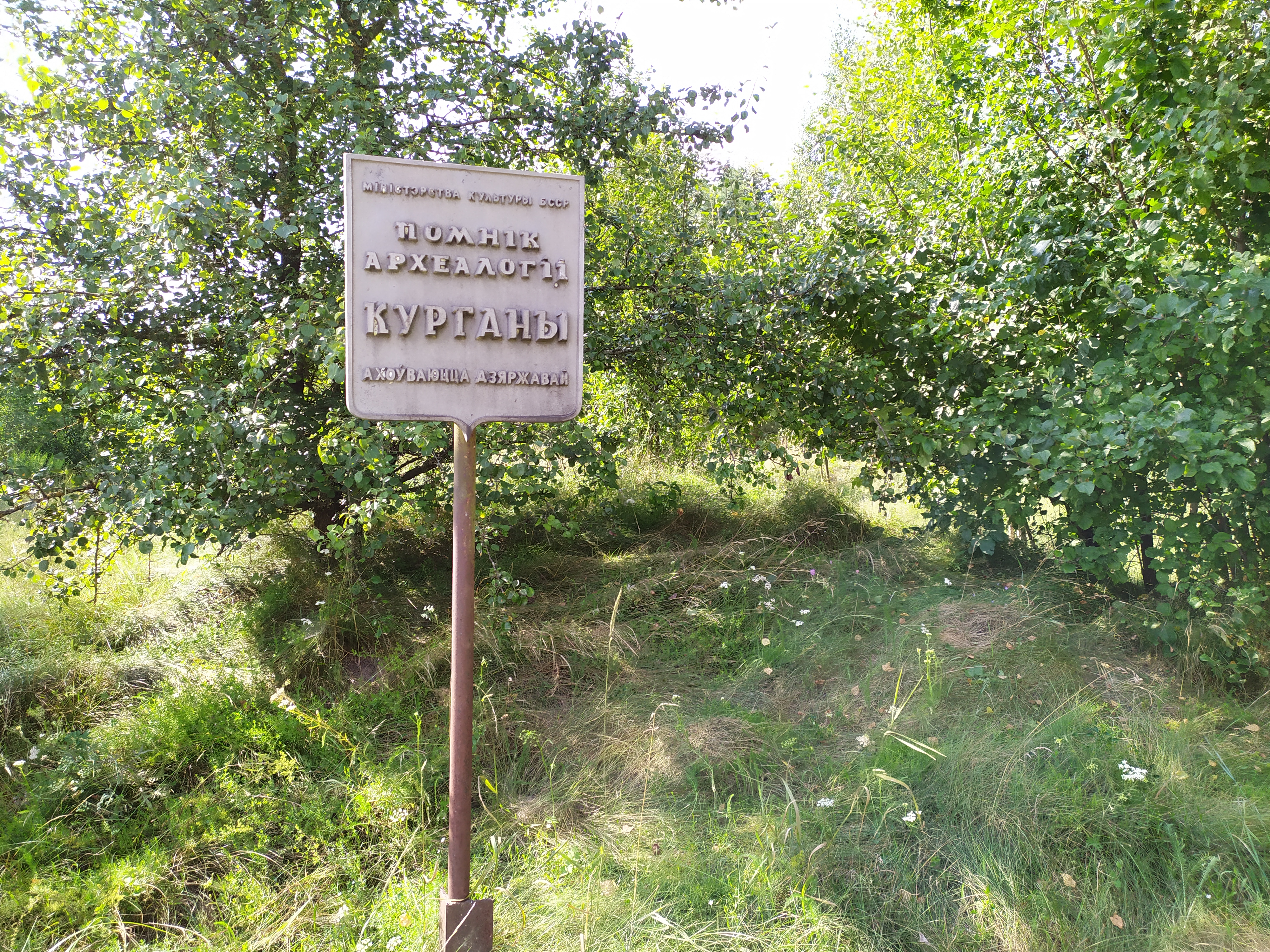
Курганный могильник
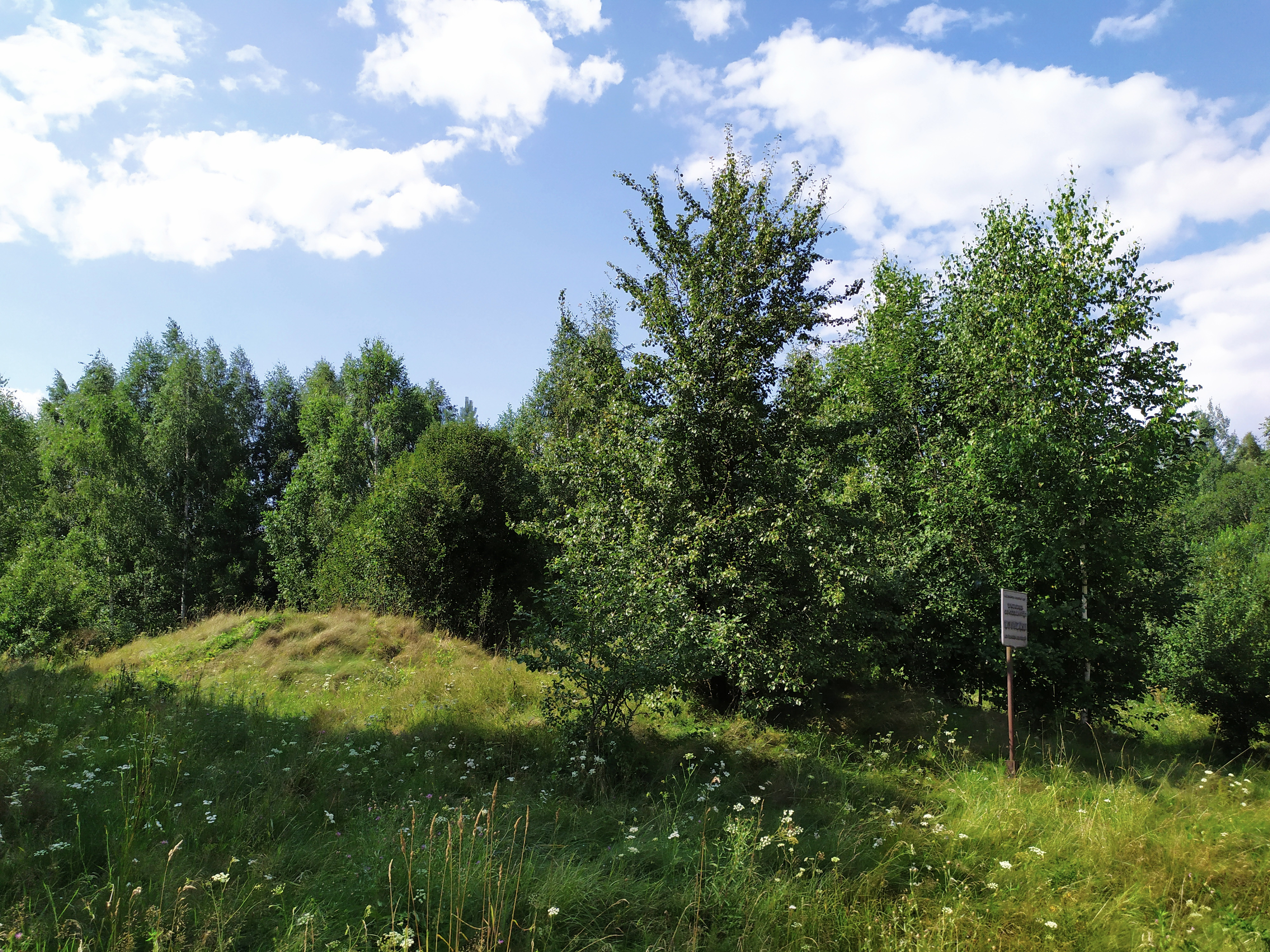
Курганный могильник
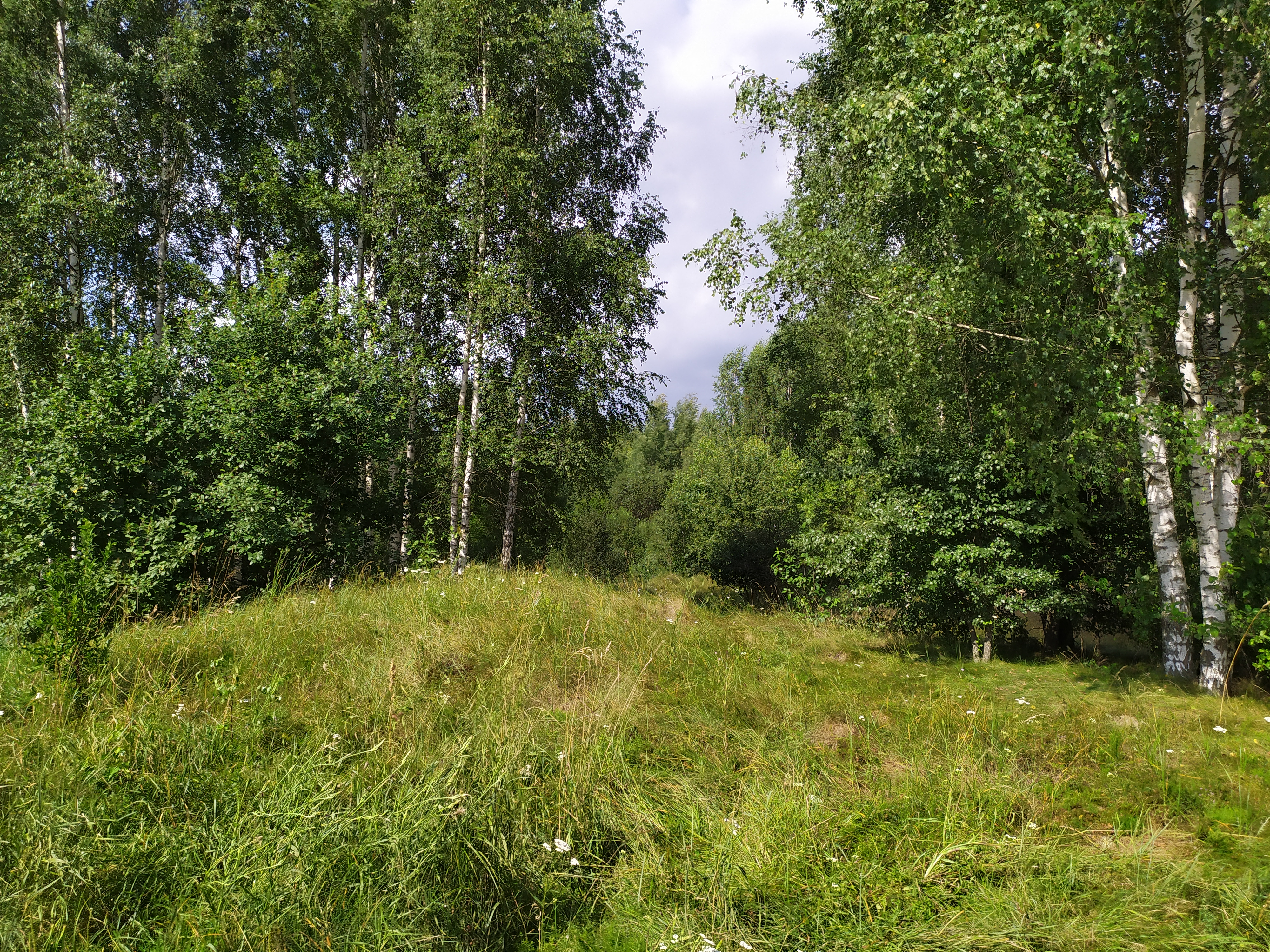
Курганный могильник
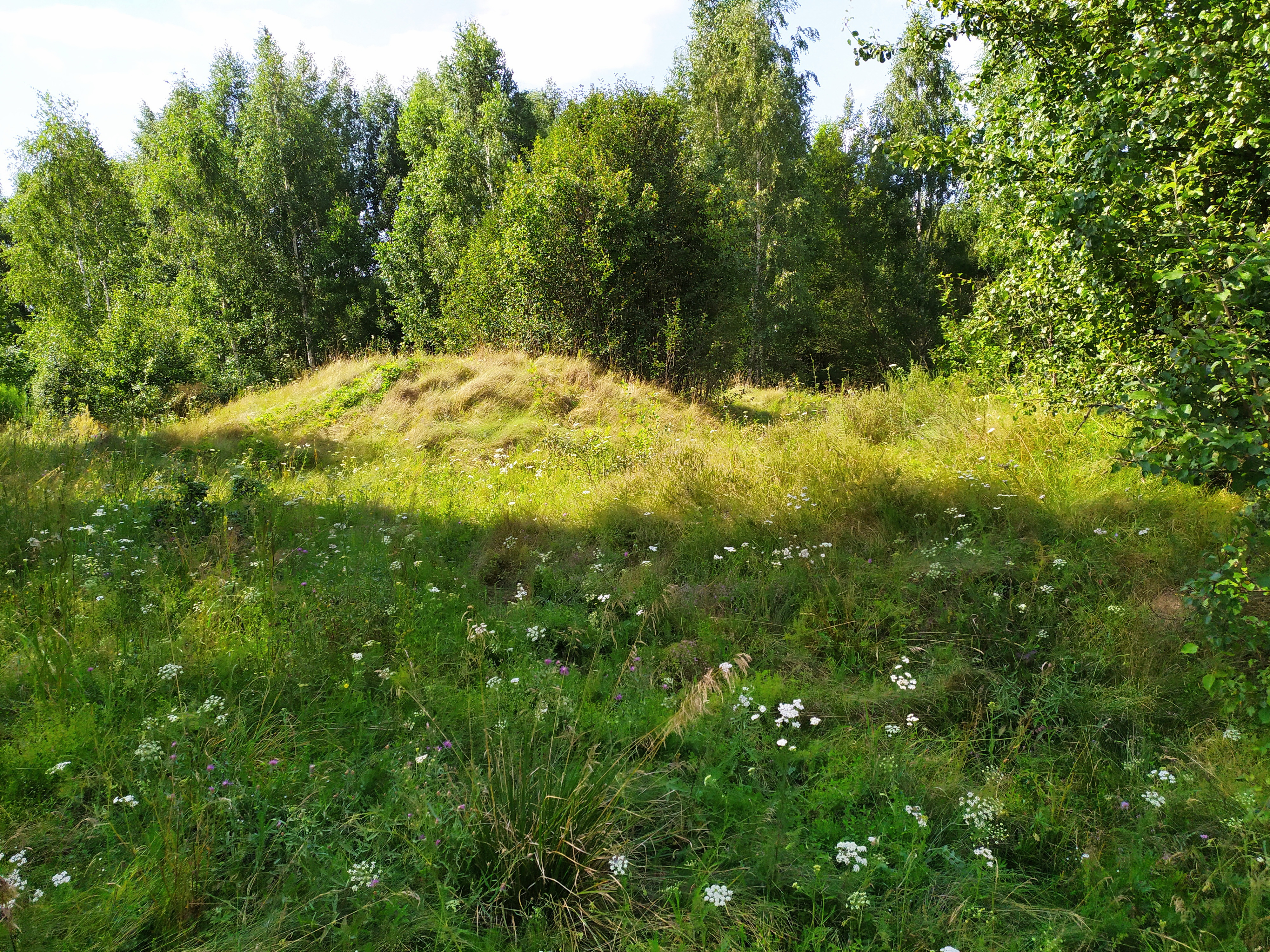
Курганный могильник

## Известные лица
- Александр, Зданович (1805—1868) — историк, педагог, мемуарист.